# Banja stijena (pećina)
Pećina Banja stijena (lokalno stanovništvo je naziva Mračnom pećinom) smještena je u kanjonu Prače. Ima razgranat sustav kanala dužine oko 2.000 metara. Bogata je različitim vrstama pećinskog nakita. Prvi se put spominje početkom 20. stoljeća prilikom izgradnje željeznice na ovom području. Pristup pećini miniran je tijekom rata u BiH.
Banja stijena specijalni je geološki rezervat.

## Vanjske poveznice
|  | Zajednički poslužitelj ima još gradiva o temi Banja Stijena |